# 伊藤幟
伊藤 幟 （いとう のぼり、1898年〈明治31年〉6月23日 - 1963年〈昭和38年〉3月22日）は、日本の政治家。自由民主党所属の衆議院議員（1期）、画家。従五位勲四等。

## 概要
1898年（明治31年）6月、福島県安達郡本宮町（現:本宮市）に生まれた。福島縣立安積中學校を経て、早稲田大学を卒業。本宮町長や全国町村会長を務めて、馬匹・畜産を盛んにすることに貢献した。1949年（昭和24年）、全国町村長大会に出席した首長が皇居を訪問した際には、町村会会長として昭和天皇に御礼言上する役を担った。
1930年（昭和5年）、福島県美術協会を創設。石井柏亭と親交が深く、美術協会の審査委員長招いて十数年にわたり公募展を開いた。
油絵『柿と霊山』で1937年（昭和12年）、一水会展に入選した。

## 略歴
- 1898年（明治31年）6月 - 福島県安達郡本宮町（現:本宮市）に生まれる。
- 福島縣立安積中學校を経て、早稲田大学卒業。
- 1925年（大正14年）- 本宮町議会議員当選。以後5期務める。
- 1929年（昭和4年）- 安達馬匹組合長となる。
- 1930年（昭和5年） - 福島県美術協会を創設。
- 1942年（昭和17年）- 福島県議会議員選挙安達郡選挙区当選。以後5期務める。
- 1946年（昭和21年）- 本宮町長となる。
- 1951年（昭和26年）- 第37代福島県議会副議長となる[5]。
- 1959年（昭和34年）- 第41代福島県議会議長となる。
- 1960年（昭和35年）- 藍綬褒章を受章。
  - 11月 - 第29回衆議院議員総選挙福島1区で初当選。
- 1963年（昭和38年）6月23日 - 議員在職中に九段宿舎において死去した。64歳没。死没日付をもって従五位勲四等に叙され、旭日小綬章を追贈された[6]。追悼演説は同月29日、衆議院本会議で八百板正により行われた[7]。

## 家族
- 父 - 彌（立憲政友会福島県議会議員）
- 弟 - 久男（歌手）[8]

伊藤彌の別荘、「蛇の鼻御殿」（じゃのはなごてん、福島県本宮市）は、1996年（平成8年）に登録有形文化財に登録された。また、幟は父・彌とともに蛇の鼻に百果園（現在の蛇の鼻遊楽園）を造った。